# عادل طويل
عادل طويل (بالألمانية: Adel Tawil)‏ (بالأحرف اللاتينية Adel Tawil) المولود في برلين، ألمانيا في 15 أغسطس/آب 1978 هو مغني ألماني شهير من أصل عربي مصري-تونسي. والده مهاجر مصري اسمه صلاح طويل وأمه تونسية باسم فاطمة، وله أخ اسمه حاتم وأخت اسمها رشا. وطارق طويل متزوج من Jasmin Weber.
اشتهر عادل طويل بعد انضمامه إلى فرقة دا بويز (بالأحرف اللاتينية The Boyz) الألمانية وكان يعرف في الفريق بالإسم الفني Kane وكانت تضم أيضا المغني الألماني اللبناني الفلسطيني طارق حسين (ويعرف كـT-Soul وبعد فترة كـطارق أو باللاتينية Tarééc). فرقة The Boyz الألمانية تمتعت بشهرة كبيرة وأصدرت ألبومين في التسعينات، الأول Boyz in da House والثاني Next Level. وانفرط عقد الفريق عام 1999.
عام 2004 ألّف عادل طويل ثنائيا مع Annette Humpe وأسميا الفرقة Ich + Ich وأصدرا ثلاثة ألبومات، الأول عام 2005 بعنوان Ich + Ich والثاني عام 2007 بعنوان Vom Selben Stern والثالثة عام 2009 بعنوان Gute Reise.
من أشهر أغانيه "Ich Glaub an Dich"  بمشاركة الرابر الألماني الكردي الإيراني Azad واستعمل في المسلسل التلفزيوني الشيق Prison Break. ووصلت الأغنية إلى قمة قائمة الأغاني الأكثر مبيعا في ألمانيا. أما في الثنائي Ich + Ich فأشهر أغانيه Pflaster  وأيضا وصلت الأغنية إلى الرقم واحد في قائمة أغاني ألمانيا.

## الألبومات

### مع The Boyz
- 1997: Boyz In Da House
- 1998: Next Level
- 1999: All the Best and Goodbye

### مع Ich + Ich
- Ich + Ich :2005
- Vom selben Stern :2007
- Gute Reise :2009

### بالانفراد
- 2013: Lieder

## وصلات خارجية
- عادل طويل على موقع IMDb (الإنجليزية)
- عادل طويل على موقع ميوزك برينز (الإنجليزية)
- عادل طويل على موقع أول ميوزيك (الإنجليزية)
- عادل طويل على موقع ديسكوغز (الإنجليزية)

- http://www.ich-und-ich.de/